# 比利时海岸轻轨
比利时海岸轻轨（荷蘭語：Kusttram，中文又称：比利时海岸有轨电车、比利时海岸电车、比利时海岸城际有轨电车）是一条城际轻轨线路，全线大致沿比利时的海岸线行进，跨越多座城市，线路全部位于比利时境内。1885年开通，至今仍在运营。初期使用蒸汽动力车辆，后改用有轨电车。因运营期间的多半时期使用电车，故中文有“比利时海岸有轨电车”、“比利时海岸电车”、“比利时海岸城际有轨电车”等称呼。 

线路全长67千米，为全球最长仍在运营中的轻轨/有轨电车线路，同时是全球少数仍在运营中的城际有轨电车系统之一。线路大致呈西南—东北走向，西南起靠近法国的德潘讷，东北至靠近荷兰的克诺克-海斯特。轨距为1000毫米轨距。现时已全线电气化，电气化制式为直流600伏架空电缆供电。

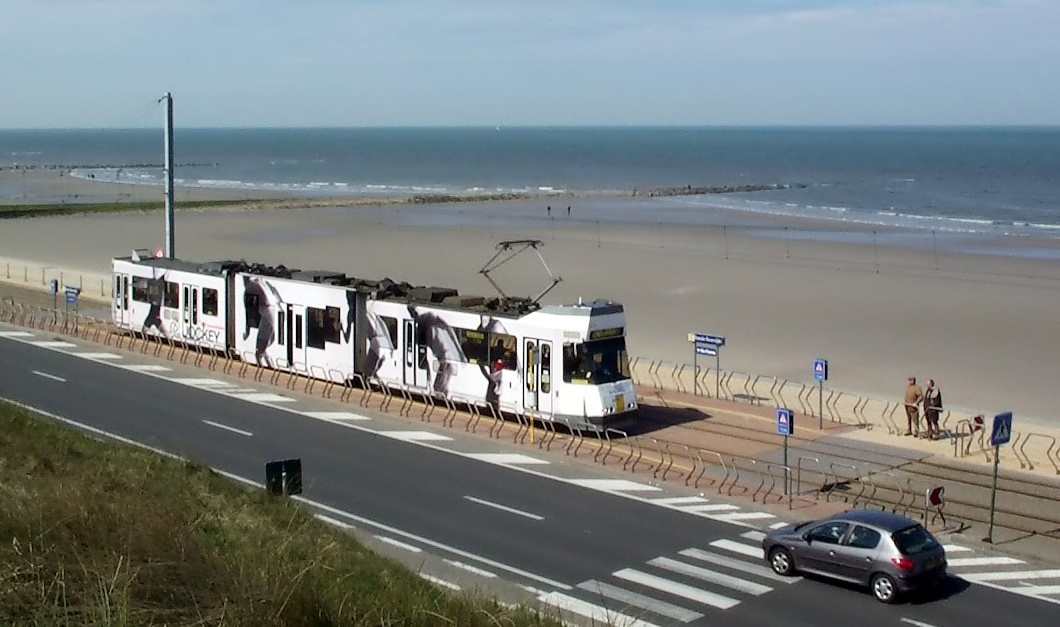
“比利时海岸轻轨”列车行走在比利时的海边